# Franckeit
Franckeit ist ein selten vorkommendes Mineral aus der Mineralklasse der „Sulfide und Sulfosalze“. Es kristallisiert im triklinen Kristallsystem mit der chemischen Zusammensetzung Pb21.7Sn9.3Fe4.0Sb8.1S56.9 und entwickelt meist rosettenförmig geschichtete Aggregate, aber auch dünne, tafelige oder gekrümmte Kristalle in grauschwarzer Farbe.

## Etymologie und Geschichte
Seinen Namen erhielt es durch die Gebrüder Francke (Johann Heinrich Karl, 1832–1907 und Ernst Otto, 1838–1913), die als Bergingenieure und Teilhaber des Bergwerks Chocaya im Municipio Atocha (Bolivien) tätig waren und es 1877 nach Deutschland mitbrachten. 1893 wurde das Mineral erstmals wissenschaftlich von Prof. Alfred Stelzner in Freiberg beschrieben.

## Klassifikation
In der veralteten 8. Auflage der Mineralsystematik nach Strunz gehörte der Franckeit zur Mineralklasse der „Sulfide und Sulfosalze“ und dort zur Abteilung „Sulfide mit M : S = 1 : 1“, wo er gemeinsam mit Kylindrit im Anhang zur „Herzenbergit-Reihe“ mit der Systemnummer II/B.13 und den Hauptmitgliedern Herzenbergit und Teallit steht.
In der zuletzt 2018 überarbeiteten Lapis-Systematik nach Stefan Weiß, die formal auf der alten Systematik von Karl Hugo Strunz in der 8. Auflage basiert, erhielt das Mineral die System- und Mineralnummer II/C.17-070. Dies entspricht der Klasse der „Sulfide und Sulfosalze“ und dort der Abteilung „Sulfide mit dem Stoffmengenverhältnis Metall : S,Se,Te ≈ 1 : 1“, wo Franckeit zusammen mit Abramovit, Coirait, Herzenbergit, Kylindrit, Lévyclaudit, Merelaniit, Mohit, Stistait, Suredait, Teallit und Znamenskyit eine unbenannte Gruppe mit der Systemnummer II/C.17 bildet.
Die von der International Mineralogical Association (IMA) zuletzt 2009 aktualisierte 9. Auflage der Strunz’schen Mineralsystematik ordnet den Franckeit in die Klasse der „Sulfide und Sulfosalze (Sulfide, Selenide, Telluride, Arsenide, Antimonide, Bismutide, Sulfarsenide, Sulfantimonide, Sulfbismutide)“ und dort in die Abteilung „Sulfosalze mit SnS als Vorbild“ ein. Hier ist das Mineral in der Unterabteilung „Mit SnS- und PbS-Archetyp-Struktureinheiten“ zu finden, wo es zusammen mit Coirait eine unbenannte Gruppe mit der Systemnummer 2.HF.25b bildet.
In der vorwiegend im englischen Sprachraum gebräuchlichen Systematik der Minerale nach Dana hat Franckeit die System- und Mineralnummer 03.01.04.02. Das entspricht der Klasse der „Sulfide und Sulfosalze“ und dort der Abteilung „Sulfosalze“. Hier findet er sich innerhalb der Unterabteilung „Sulfosalze mit dem Verhältnis z/y > 4 und der Zusammensetzung (A+)i (A2+)j [ByCz], A = Metalle, B = Halbmetalle, C = Nichtmetalle“ in der „Kylindritgruppe“, in der auch Kylindrit, Abramovit und Coirait eingeordnet sind.

## Kristallstruktur
Franckeit kristallisiert triklin in der Raumgruppe C1 (Raumgruppen-Nr. 2, Stellung 3) in zwei definierten Unterzellen mit den Gitterparametern
- pseudotetragonal: a = 5,805(8) Å; b = 5,856(16) Å; c = 17,338(5) Å; α = 94,97(2)°; β = 88,45(2)° und γ = 89,94(2)°[2]

- pseudohexagonal: a = 3,665(8) Å; b = 6,2575(16) Å; c = 17,419(5) Å; α = 95,25(2)°; β = 95,45(2)° und γ = 89,97(2)°[2]

## Modifikationen und Varietäten

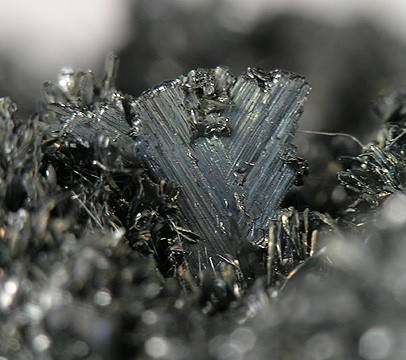
Franckeit und Potosíit aus der San José Mine, Oruro City, Cercado, Bolivien

Es sind zwei Varietäten des Franckeits bekannt. Der Zinn-reiche Incait galt bis 2007 als eigenes Mineral und wurde erstmals 1973 in Poopó in Bolivien gefunden. Auch der Zinn-arme Potosíit, der erstmals 1980 in Andacaba ebenfalls in Bolivien gefunden wurde, galt bis 1997 als eigenständiges Mineral.

## Bildung und Fundorte
Franckeit bildet sich hydrothermal vor allem in Silber- und Zinn-Lagerstätten. Begleitet wird es von Kassiterit, dem Franckeit ähnlichen Kylindrit, Wurtzit, Zinkenit und anderen.
Als seltene Mineralbildung konnte Franckeit nur an wenigen Fundorten nachgewiesen werden, wobei bisher (Stand: 2015) rund 65 Fundorte als bekannt gelten, die meisten dabei in Bolivien. Neben seiner Typlokalität Chocaya wurde das Mineral im Departamento Potosí noch in der Grube Carguaicollo (Provinz Antonio Quijarro), der Grube Descubridora (Provinz Chayanta), in der Andacaba-Lagerstätte (Provinz José María Linares), im Cerro de Potosí, den Bergwerken Siglo XX (Provinz Rafael Bustillo), Animas (Municipio Atocha), Asunta und Vetillas im Bezirk San Vicente, Santa Isabel (Provinz Sur Lípez) sowie im Departamento Cochabamba und dem Departamento Oruro gefunden.
Weitere Fundorte sind unter anderem Jujuy in Argentinien, New South Wales in Australien, Guangxi in der Volksrepublik China, Auvergne und Bretagne in Frankreich, Westthrakien in Griechenland, sowie Kalifornien in den USA.

## Verwendung
Franckeit hat einen Zinngehalt von etwa 13,68 % und wird bei lokaler Anhäufung als Zinnerz gewonnen.